# Huseni
Huseni – wieś w Rumunii, w okręgu Sălaj, w gminie Crasna. W 2011 roku liczyła 570 mieszkańców.